# أندريس دي سانتا كروز
أندريس دي سانتا كروز (بالإسبانية: Andrés de Santa Cruz) (و. 1792 – 1865 م) هو دبلوماسي، وعسكري محترف من إسبانيا ولد في لاباز.
تولى منصب رئيس بوليفيا .

## روابط خارجية
- أندريس دي سانتا كروز على موقع الموسوعة البريطانية (الإنجليزية)